# Licania ternatensis
Licania ternatensis är en tvåhjärtbladig växtart som beskrevs av Antoine Duss och Joseph Dalton Hooker. Licania ternatensis ingår i släktet Licania och familjen Chrysobalanaceae. Inga underarter finns listade i Catalogue of Life.